# Jennifer Grousselas
Jennifer Grousselas, née le 10 mai 1986 à Paris, est une poétesse et dramaturge française.

## Biographie
Après des études de philosophie et de lettres classiques, Jennifer Grousselas soutient un master de lettres modernes portant sur la dramaturgie au XVIIe siècle. Agrégée de lettres modernes, elle se consacre depuis 2009 à l'enseignement.
Sa première pièce, L'échappée belle, lauréate du comité de lecture Tout Public des Écrivains Associés du Théâtre (E.A.T), est sélectionnée pour la manifestation Vendanges précoces en Avignon 2013. Elle publie ensuite Égée ou le Saut du Roi aux Écritures Théâtrales du Grand Sud Ouest en 2014. Son monologue Perché sur un banc fera l’objet d’une lecture au théâtre de Nesle à Paris (le 26 octobre 2015), lors de la manifestation Petites formes en grande forme organisée par la comédienne Virginie Paoli et soutenue par les E.A.T.
En 2016, Jennifer Grousselas s'intéresse au spoken word. Performeuse, elle obtient le titre de vice-championne de France de Slam au Grand Slam National 2016. On voit en 2018 sa participation en tant que comédienne à l'oratorio du compositeur Jean-Philippe Baldassari, Oratorio di Petre Cutrate.
Elle se tourne depuis 2018 vers une autre forme de poésie, date à partir de laquelle elle commence à publier ses poèmes dans de nombreuses revues littéraires, à participer à plusieurs anthologies et à dévoiler ses tableaux (peintures à l'acrylique), restés jusque-là dans le domaine privé, dans le milieu littéraire parisien (la revue Poésie / première retiendra sa toile L'âge d'or pour la quatrième de couverture de son numéro 75 tandis que la revue Concerto pour marées et silence reproduit sa toile Métempsychose  pour son numéro 13).
Son premier recueil de poèmes, De souffles et d'éveils, préfacé par Emmanuel Moses, paraît en 2021 aux éditions unicité, dans la collection "Le metteur en signes" et figure sur la sélection du prix du premier recueil de poèmes de la Fondation Antoine et Marie-Hélène Labbé pour la Poésie et du prix Vénus Khoury-Ghata.
Elle publie en 2024 un deuxième recueil, Il nous fallait un chant aux éditions Obsidiane, qui se voit décerner le Prix international de Poésie francophone Yvan Goll 2024, bientôt suivi de Corps fous et Fixation d'un vertige.
Certains de ses poèmes ont déjà été traduits en anglais par Alexis Bernaut pour le Mouvement mondial des poètes (WPM), en espagnol par le poète argentin Pablo Urquiza pour la revue mexicaine Ablucionistas et en arabe par le poète et traducteur palestinien Anas Alaili, qui fait également une présentation de sa poésie dans la revue culturelle palestinienne en ligne Fushah (فسحة).
Poète invitée au Premier Festival Virtuel de Poésie Franco-Argentine (FVPFA) organisé en juin 2020 par les éditions Abra Pampa et diffusé simultanément en France et en Argentine ou encore à la dixième édition du Festival de Poésie Sauvage "Éblouissement" à la Salvetat-sur-Agout, Jennifer Grousselas participe à de nombreuses lectures à Paris, à Sète, à Montpellier (Maison de la Poésie Jean Joubert), ou encore à Strasbourg (Maison de la Poésie).

## Réception de son œuvre
Avant que Jennifer Grousselas n'ait publié son premier recueil, le poète et critique Laurent Fourcaut, dans la Revue internationale de poésie de Sorbonne Université, Place de la Sorbonne, fait remarquer "la complexe intrication des images" qui composent les poèmes de l'auteure, dont la lecture est pour lui "une communication d'inconscient à inconscient"; il souligne la richesse du caractère pictural, souvent symbolique, parfois mythique de sa poésie.
Dans sa préface à De souffles et d'éveils, Emmanuel Moses, pour qui l'écriture de la poétesse se rattache "à cette haute tradition initiée par la poésie de Saint-John Perse", insiste sur la langue singulière de Jennifer Grousselas qu'il décrit comme "une langue ardente et assoiffée, rutilante et sauvage, une langue qui, plus qu'elle ne dit le monde, cherche à l'enchanter par une énergie qui tient du rite, de la magie, de la prière." Il dit encore à propos de la poétesse : "Elle donne à la langue française, dans ce recueil, un souffle et un éveil (...), elle en fait un chant sensuel, traversé de rythmes dansés, d'invocations aux accents chamaniques, qu'ils viennent d'Amérique du Sud ou des îles Caraïbes".
Pour la poète suisse Anne Emmanuelle Volterra, qui s'intéresse, dans la revue Diérèse, à la dynamique contrastée de ce même recueil, la poésie de Jennifer Grousselas s'ouvre sur la quête d'une langue proférée comme "réminiscence d'un espace primitif", d'un espace "d'avant le langage et l'homme" pour chercher au fil du livre "un homme délivré de l'espace et du temps, l'homme d'un monde qui ne subissait pas encore la fragmentation, un homme originel, entier, qui n'est pas sans évoquer celui de la Genèse, ce chant de nostalgie à l'endroit d'une plénitude révoquée." La poète suisse voit dans ce premier recueil se dessiner in fine un programme poétique qu'elle traduit en ces termes : « Voici la mission que le poème assigne à la poésie : la réunification des contraires, de l'un et du multiple, de la vie et de la mort, l'abattement des limites. La poésie devient alors salut, rédemption, car elle est cette langue si ardemment recherchée qui dépasse l'éclatement et la finitude, seule capable de restaurer l'unité du monde. »

## Publications
(novembre 2022).

### Théâtre
- Égée ou le saut du roi, Éditions théâtrales du Grand Sud-Ouest, 2014
- Cuir ou violon, éditions unicité, 2023

### Poésie
- De souffles et d'éveils, préface d'Emmanuel Moses, éditions unicité, 2021
- Il nous fallait un chant, éditions Obsidiane 2024, Prix international de poésie francophone Yvan Goll 2024
- Corps fous, préface de Francis Combes, Le Merle moqueur, 2024[15]
- Fixation d'un vertige, Les éditions SANS ESCALE, 2025[16]

#### Publications en revues et anthologies
- Les Cahiers du Sens no 28, Le nouvel Athanor « La voie / La voix », mai 2018, p. 53-55 ; p. 127-128  (ISBN 978-2-35623-081-2)
- "Je cherche un silence", in Poésie / première no 73 "Entre ombre et lumière", avril 2019, p. 85  (ISBN 9791091584197)
- "Le chant du Griffon" et "Madère", in Les Cahiers du Sens no 29, Le nouvel Athanor « L'impatience », Anthologie permanente, mai 2019, p. 134 à 136 ; p. 234 à 237  (ISBN 978-2-35623-088-1)
- Génération Poésie debout[17], anthologie des nouvelles écritures poétiques, Francis Combes (éd.), Montreuil, Le Temps des Cerises, 2019, p. 104 à 117  (ISBN 9782370711700)
- NUNC no 48, "Richard Rognet / Edmond Moirignot"[18], Réginald Gaillard (éd.), Éditions de Corlevour, septembre 2019, p. 8 à11  (ISBN 978-2-37209-069-8)
- Terre à ciel, "Pourquoi? anthologie proposée par Florence Saint-Roche", [19] octobre 2019 (consulté le 1er novembre 2022)
- "Nos chants dé-brisés" in Apulée no 5 "Les droits humains[20], Hubert Haddad (éd.), éditions Zulma, mars 2020, p. 347  (ISBN 9782843049415)
- "Arborescences" in Concerto pour marées et silence, revue no 13, Colette Klein (éd.), juin 2020, p. 151 à 154  (ISBN 978-2-9563443-1-5)
- Les Cahiers du Sens no 30, Le nouvel Athanor "Le silence", Anthologie permanente, 2e trimestre 2020, p. 140-141  (ISBN 978-2-35623-098-0)
- "Mes ânes" et "Souvenir de feu" in Place de la Sorbonne no 10, Revue internationale de poésie de Paris-Sorbonne et de l'ESPE de Paris, Laurent Fourcaut (éd.), PUPS, août 2020, p. 64 à 66  (ISBN 979-10-231-0676-3)
- "Les deux mains du monde", in Poésie / première no 76 "Harmoniques", septembre 2020, p. 92  (ISBN 9791091584227)
- "Fugue", in Diérèse, poésie & littérature no 83 "Points d'escale", Daniel Martinez (éd.), septembre 2020, p. 198 à 203  (ISSN 1290-1946)
- Recours au poème, [21] Carole Mesrobian et Marilyne Bertoncini (dir.), novembre 2020 (consulté le 1er novembre 2022)
- "Outre-Terre"[22], in Décharge no 188, Jacques Morin (dir.), novembre 2020, p. 142-147  (ISBN 979-10-91548-33-5)
- "D'un vertige"[23], Ablucionistas, revista cultural internacional, Jorge Contreras (éd.), Tizayuca, Hidalgo, Mexico, janvier 2021
- "G" in Le désir de la lettre[24], Bernard Chauveau Éditeur, Dominique Sampiero (dir.), mars 2021
- "À vif", Poésie / première no 79 "L'inspiration", mai 2021, p. 100  (ISBN 979-10-91584-25-8)
- "Mitose" et "Amours de loin", in Concerto pour marées et silence, revue, Poésie no 14, Colette Klein (éd.), mai 2021, p. 156 à 160  (ISBN 978-2-9563443-3-9)
- "Les bâtisseurs", in Apulée no 6 "Changer la vie"[25], Hubert Haddad (éd.), éditions Zulma, mai 2021, p. 361-362  (ISBN 979-10-387-0038-3)
- "Évidences", in Gustave[26] no 100, quinzomadaire de poésie, Stéphane Bataillon (dir.), Paris, La Septième Sphère, juillet 2021
- "Parle-leur", in Phoenix, cahiers littéraires internationaux no 36, André Ughetto (dir.), juillet 2021, p. 66 à 69  (ISBN 978-2-919638-35-2)
- Écrit(s) du Nord no 39-40, Éditions Henry[27], Jean Le Boël (dir.) octobre 2021, p. 32 à 35  (ISBN 978-2-36469-244-2)
- "La blessure" et "Seuils" in Diérèse, poésie & littérature no 83 "Le Temps de dire", Daniel Martinez (éd.), hiver 2021-printemps 2022,  (ISSN 1290-1946)
- "Fin de l'enfance" in Les Carnets d'Eucharis, Vibrations de langue et d'encre, Sur les routes du monde vol.III[28], Nathalie Riera (dir.), novembre 2021, p. 141 à 150  (ISBN 978-2-491778-01-9)
- "Trop nombreux je suis" in Les Hommes sans épaules, Cahiers littéraires no 53[29], Christophe Dauphin (dir.), mars 2022, p. 194 à 199  (ISBN 978-2-912093-74-5)
- "Toi" et "Qui ne connaît que sa naissance", in Concerto pour marées et silence, revue, Poésie no 15, Colette Klein (éd.), mai 2022, p. 55 à 58  (ISBN 978-2-9563443-4-6)
- فسحة (Fushah), revue culturelle palestinienne, Anas Alaili (trad.), Haïfa, 9 juin 2022
- "Au poète", in Revue de la Maison de la poésie Rhône-Alpes, Bacchanales no 68, Désobéissances, octobre 2022, p. 66-67  (ISBN 978-2-36761-035-1)
- "Fin de l'enfance, in Terres de femmes, La revue de Poésie & de critique d'Angèle Paoli, janvier 2024[30]

### Critique
- "Une lecture, Loin de Damas d'Omar Youssef Souleimane"[31], Terre à Ciel  (consulté le 1er novembre 2022)